# Distribució normal complexa
En teoria de probabilitats, la família de distribucions normals complexes, denotat {\displaystyle {\mathcal {CN}}} o {\displaystyle {\mathcal {N}}_{\mathcal {C}}}, caracteritza variables aleatòries complexes les parts reals i imaginàries de les quals són conjuntament normals. La família normal complexa té tres paràmetres: paràmetre de localització μ, matriu de covariància {\displaystyle \Gamma }, i la matriu de relacions {\displaystyle C}. La normal complex estàndard és la distribució univariada amb {\displaystyle \mu =0}, {\displaystyle \Gamma =1}, i {\displaystyle C=0}.
Una subclasse important de la família normal complexa s'anomena la normal complexa de simètrica circular (central) i correspon al cas de la matriu de relació zero i la mitjana zero: {\displaystyle \mu =0} i {\displaystyle C=0}. Aquest cas s'utilitza àmpliament en el processament del senyal, on de vegades es coneix com a normal complex a la literatura.

## Definicions

### Variable aleatòria normal estàndard complexa
La variable aleatòria normal complexa estàndard o la variable aleatòria gaussiana complexa estàndard és una variable aleatòria complexa {\displaystyle Z} les parts reals i imaginàries de les quals són variables aleatòries independents distribuïdes normalment amb mitjana zero i variància {\displaystyle 1/2}. :p. 494 :pp. 501 Formalment,
| {\displaystyle Z\sim {\mathcal {CN}}(0,1)\quad \iff \quad \Re (Z)\perp \!\!\!\perp \Im (Z){\text{ and }}\Re (Z)\sim {\mathcal {N}}(0,1/2){\text{ and }}\Im (Z)\sim {\mathcal {N}}(0,1/2)} | \| \| \| \| \| \| \| \| | (Eq.1) |
| |                         |        |
| |                         |        |

|  |  |  |
|  |  |  |

on {\displaystyle Z\sim {\mathcal {CN}}(0,1)} denota això {\displaystyle Z} és una variable aleatòria normal complexa estàndard.

### Variable aleatòria normal complexa
Suposem {\displaystyle X} i {\displaystyle Y} són variables aleatòries reals de tal manera que {\displaystyle (X,Y)^{\mathrm {T} }} és un vector aleatori normal bidimensional. A continuació, la variable aleatòria complexa {\displaystyle Z=X+iY} s'anomena variable aleatòria normal complexa o variable aleatòria gaussiana complexa. :p. 500
| {\displaystyle Z{\text{ complex normal random variable}}\quad \iff \quad (\Re (Z),\Im (Z))^{\mathrm {T} }{\text{ real normal random vector}}} | \| \| \| \| \| \| \| \| | (Eq.2) |
| |                         |        |
| |                         |        |

|  |  |  |
|  |  |  |

### Vector aleatori normal estàndard complex
Un vector aleatori complex n-dimensional {\displaystyle \mathbf {Z} =(Z_{1},\ldots ,Z_{n})^{\mathrm {T} }} és un vector aleatori normal complex estàndard o un vector aleatori gaussià estàndard complex si els seus components són independents i totes són variables aleatòries normals complexes estàndard tal com es defineix anteriorment. :p. 502 :pp. 501Això {\displaystyle \mathbf {Z} } és un vector aleatori normal complex estàndard es denota {\displaystyle \mathbf {Z} \sim {\mathcal {CN}}(0,{\boldsymbol {I}}_{n})}.
| {\displaystyle \mathbf {Z} \sim {\mathcal {CN}}(0,{\boldsymbol {I}}_{n})\quad \iff (Z_{1},\ldots ,Z_{n}){\text{ independent}}{\text{ and for }}1\leq i\leq n:Z_{i}\sim {\mathcal {CN}}(0,1)} | \| \| \| \| \| \| \| \| | (Eq.3) |
| |                         |        |
| |                         |        |

|  |  |  |
|  |  |  |

### Vector aleatori normal complex
Si {\displaystyle \mathbf {X} =(X_{1},\ldots ,X_{n})^{\mathrm {T} }} i {\displaystyle \mathbf {Y} =(Y_{1},\ldots ,Y_{n})^{\mathrm {T} }} són vectors aleatoris en {\displaystyle \mathbb {R} ^{n}} de tal manera que {\displaystyle [\mathbf {X} ,\mathbf {Y} ]} és un vector aleatori normal amb {\displaystyle 2n} components. Aleshores diem que el vector aleatori complex
{\displaystyle \mathbf {Z} =\mathbf {X} +i\mathbf {Y} \,}
és un vector aleatori normal complex o un vector aleatori gaussià complex.
| {\displaystyle \mathbf {Z} {\text{ complex normal random vector}}\quad \iff \quad (\Re (\mathbf {Z} ^{\mathrm {T} }),\Im (\mathbf {Z} ^{\mathrm {T} }))^{\mathrm {T} }=(\Re (Z_{1}),\ldots ,\Re (Z_{n}),\Im (Z_{1}),\ldots ,\Im (Z_{n}))^{\mathrm {T} }{\text{ real normal random vector}}} | \| \| \| \| \| \| \| \| | (Eq.4) |
| |                         |        |
| |                         |        |

|  |  |  |
|  |  |  |